# Боспорская епархия

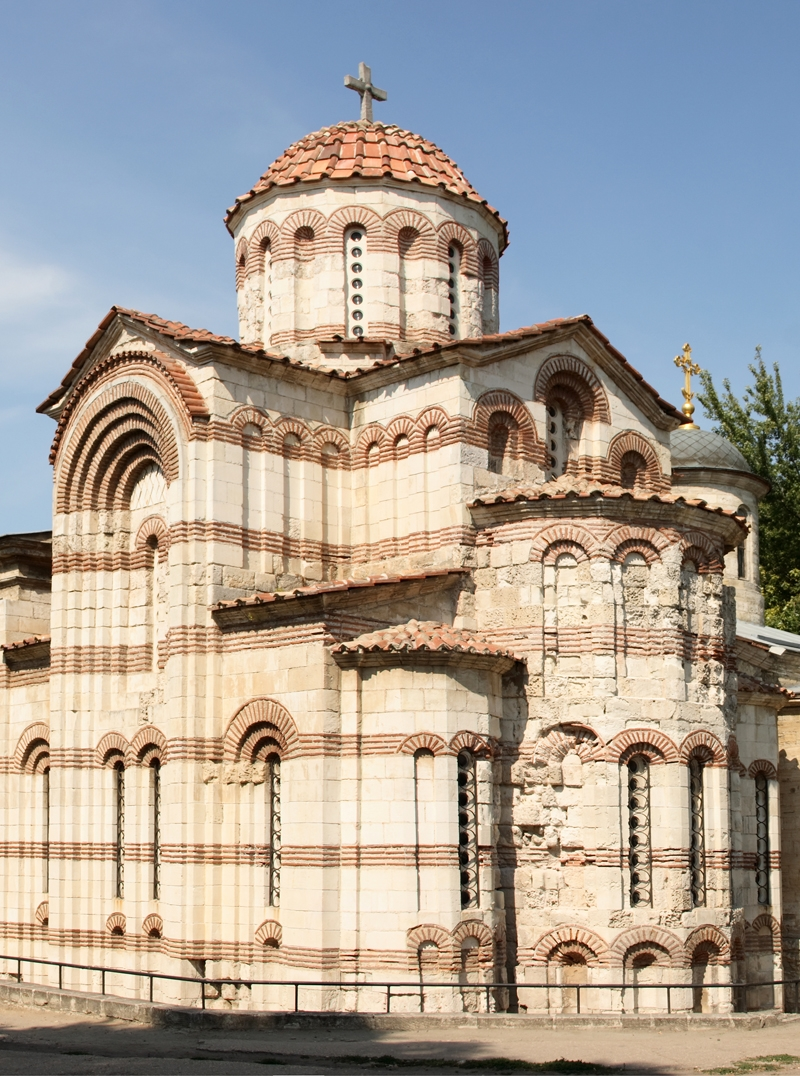
Церковь Иоанна Предтечи в Керчи
VIII-IX век.

Боспо́рская епа́рхия — древняя православная епархия Константинопольского Патриархата в Крыму с центром в столице Боспорского государства городе Пантикапей (современная Керчь). Возникла не позже начала IV века. Известна до XIV века.

## История

### Православная и арианская епархия
Наряду с Херсонской, наиболее древняя епархия Крыма. Дата её основания неизвестна, но в начале IV века она уже существовала: подпись Боспорского епископа Кадма (Домна по сирийскому списку) стоит под оросом I Вселенского Собора.
Следует предположить, что территория, окормляемая Боспорским владыкой, охватывала всё Боспорское царство, то есть часть крымского побережья, Тамань и южное побережье Азовского моря вплоть до Танаиса на реке Дон.
Несмотря на почти тысячелетнее существование епархии, сведения о ней крайне скудны. Практически ничего не известно о её предстоятелях. Первым её епископом был участник Никейского собора в 325 году — Феофил Боспоританский (лат. Theophilus Bosphoritanus), или Феофил Готский, он занимал кафедру до 341 года. Его преемник, до 381, или до 383 года — Вульфила создатель готского алфавита, перевёл Священного Писания на готский язык (см. «Готская Библия»). Вульфила самым активным образом, при поддержке Византийских императоров, занимался миссионерской деятельностью, крестил огромное число готов, распространил христианство среди готов; однако Вульфила проповедовал христианство в форме позднего арианства (его Символ веры включает аномейство, субординационизм, македонианство). Ученики Вульфилы заимствовали его вероучение. Преемник Вульфилы — Селина принадлежал к партии ариан-псафириан. Православный гот Унила был поставлен Константинопольским патриархом Иоанном Златоустом «для готов» после 397 года. В 404 году, благодаря интригам императрицы Евдоксии, Иоанн Златоуст был сведён с кафедры и отправлен в ссылку. В связи с этим и появилось письмо святителя диаконисе Олимпиаде. Из него известно, что Унила умер в том же 404 году, и святитель, обеспокоенный тем, что на Боспорскую кафедру его противниками будет поставлен человек недостойный, просил задержать посольство правителя Готии, ссылаясь на трудность морского путешествия в Боспор в зимние месяцы.
В 344 году Боспорский епископ участвовал в Никомедийском поместном соборе. Евдоксий — в соборах в Константинополе в 448 и 459 годах и в «разбойничьем» Эфесском соборе 449 года. Известен епископ Боспорский Иоанн, участвовавший в Константинопольских соборах 518 и 536 годов. Документы VII Вселенского Собора 787 года подписаны диаконом «святейшей Церкви Боспорской» Давидом, за епископа Андрея.
В VI веке Боспорская епископия была включена в число кафедр Константинопольского Патриархата. Согласно нотиции Псевдо-Епифания с конца VII века Боспорская кафедра числится среди автокефальных архиепископий. Этот же документ сообщает, что Боспорская епархия, наряду с Херсонской, относятся к Зихийскому диоцезу.
В XIII веке Боспор был разорён татаро-монголами, а в 1299 году ногайцами и пришёл в запустение. Ибн Баттута в 30-х годах XIV века упоминает лишь о уцелевшей церкви Иоанна Предтечи. При императоре Андронике II в конце XIII века Боспорская кафедра, наряду с другими кафедрами региона, возвышается до митрополии. Однако вскоре здесь возникает венецианская, а затем генуэзская колония.

### Католическая епархия
В XIV веке в Воспоро, как называли город итальянцы, появилась католическая епархия. Католический епископ в Воспоро упомянут под 1308 годом. Ранее, в 1303 году подпись архиепископа Воспоро и монаха ордена Доминиканцев Франческо да Камерино стоит под актом передачи генуэзцам константинопольского района Галата. А 16 июля 1333 года в Воспоро учреждается митрополия, в которую входит епархия Херсона. Из письма папы Иоанна XXII известно, что митрополит Воспоро Франциск, вместе с Херсонским епископом Рикардо, уже проявил себя на поприще проповеди среди христиан и обратил алан в католичество. В 1334/1335 он в качестве папского легата участвовал в посольстве в Константинополь для переговоров о унии, где принимал участие в споре о исхождении Святого Духа с Варлаамом Калабрийским. В это же время Боспорская епархия исчезает из росписей (нотиций) епархий Константинопольского патриархата. Католическая епархия прекратила существование в 1475 году после османского завоевания Крыма.